# Alwin Blaue
Alwin Arthur Robert Blaue (* 6. September 1896 in Hamburg; † 28. November 1958 in Kiel) war ein deutscher Maler, Graphiker, Bildhauer und Kunsthandwerker.

## Leben
Blaue ist in erster Linie bekannt geworden als Bildhauer für Bauplastiken an öffentlichen und privaten Gebäuden sowie für Skulpturen im freien Raum, besonders in Kiel.
Sein Handwerk lernte er von 1919 bis 1924 an der Hamburger Kunstgewerbeschule bei Johann Michael Bossard und Richard Luksch und war ein Meisterschüler von Edwin Scharff. Von 1928 bis 1930 war er für die Kieler Kunst-Keramik A.G. tätig, wo er ausschließlich Bauplastiken entwarf. Von 1929 bis Ende 1930 leitete er dort die baukeramische Abteilung. Zusammen mit Fritz Theilmann war er für den Bauschmuck der Gebäude des Kieler Marineviertels verantwortlich. Bauplastische Arbeiten von Alwin Blaue sind in Kiel neben den Ornamenten und figürlichen Reliefs im Marineviertel auch am Krankenhaus in der Metzstraße zu finden.
1937 wurden in der Nazi-Aktion „Entartete Kunst“ nachweislich sieben seiner expressiven plastischen Werke aus dem Museum für Museum für Kunst und Gewerbe Hamburg beschlagnahmt.
Seit 1949 schuf Blaue in Kiel im Auftrage des Stadtbaumeisters Rudolf Schroeder zahlreiche Skulpturen und Plastiken als Kunst am Bau.
Alwin Blaue war von 1956 bis zu seinem Tod mit der Malerin Illa Blaue verheiratet.

## Werke

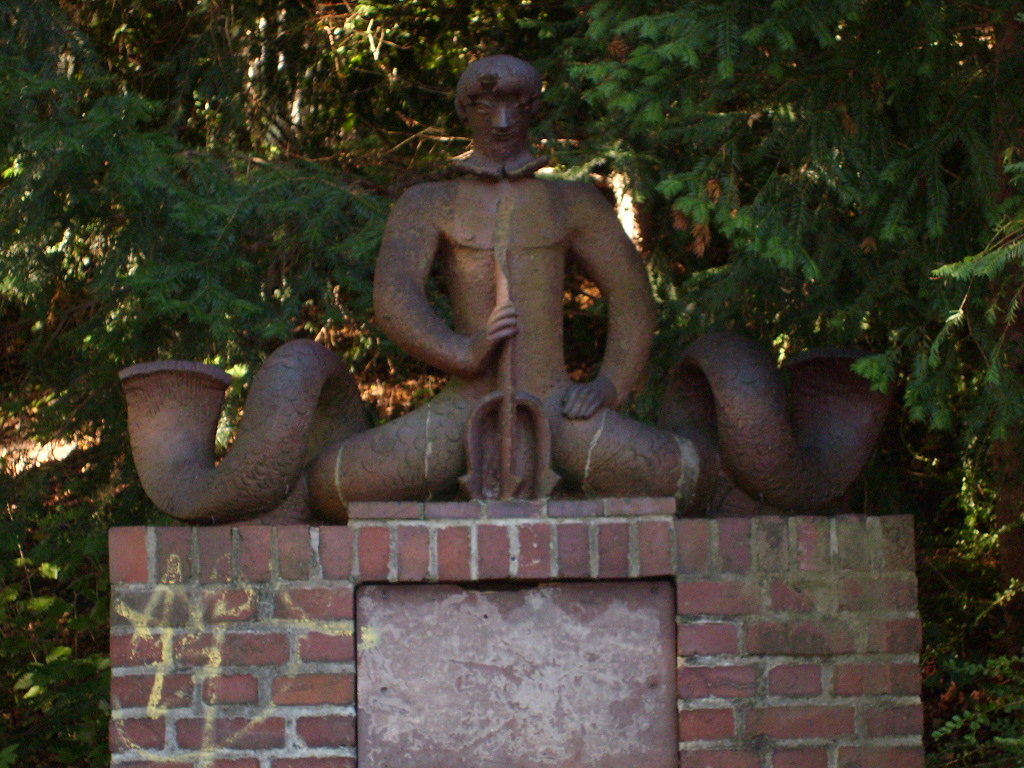
Neptun-Werbemal in Lübeck (1930)

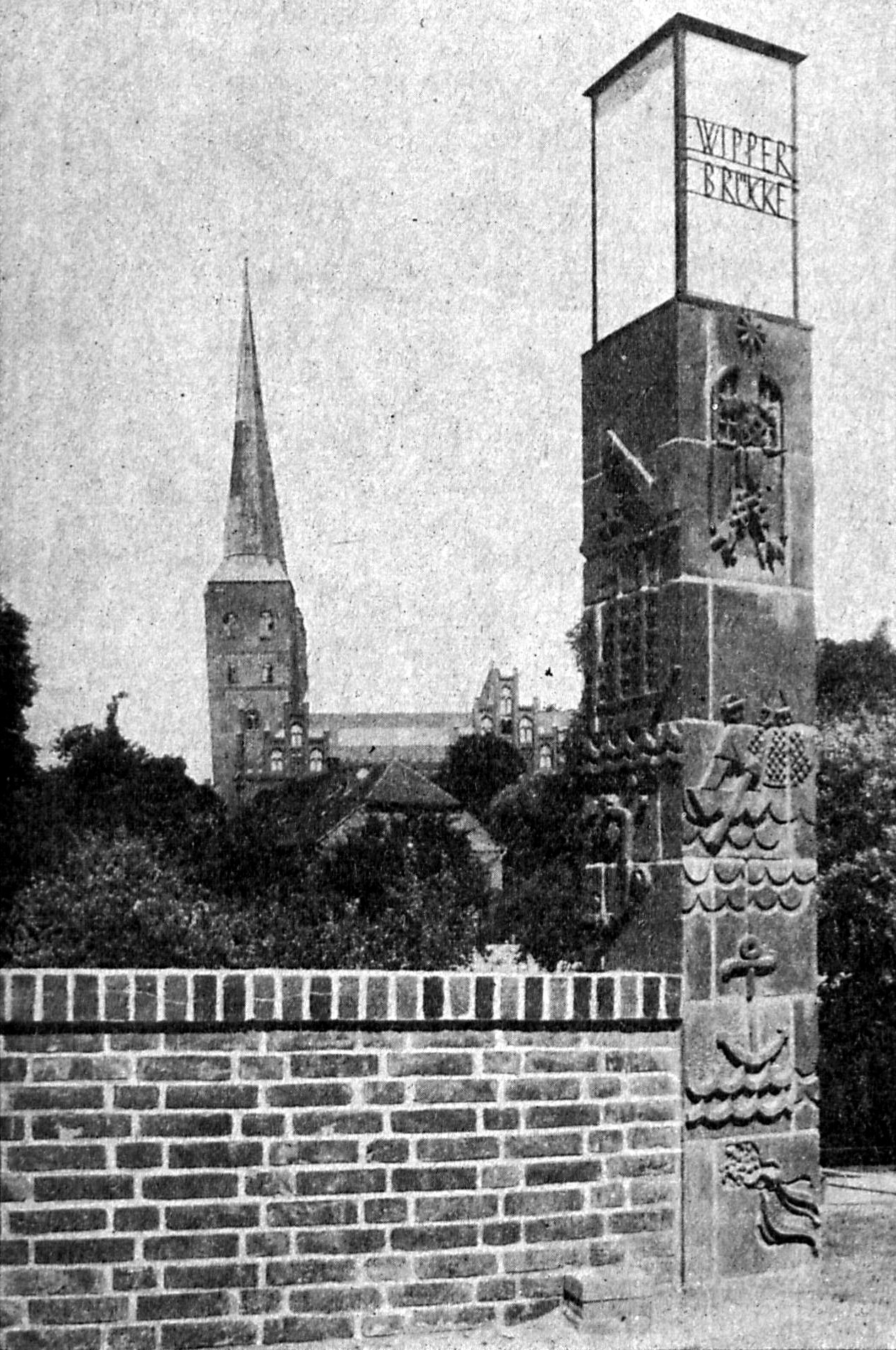
Eckpfeiler an den Brüstungen der neuen Wipperbrücke

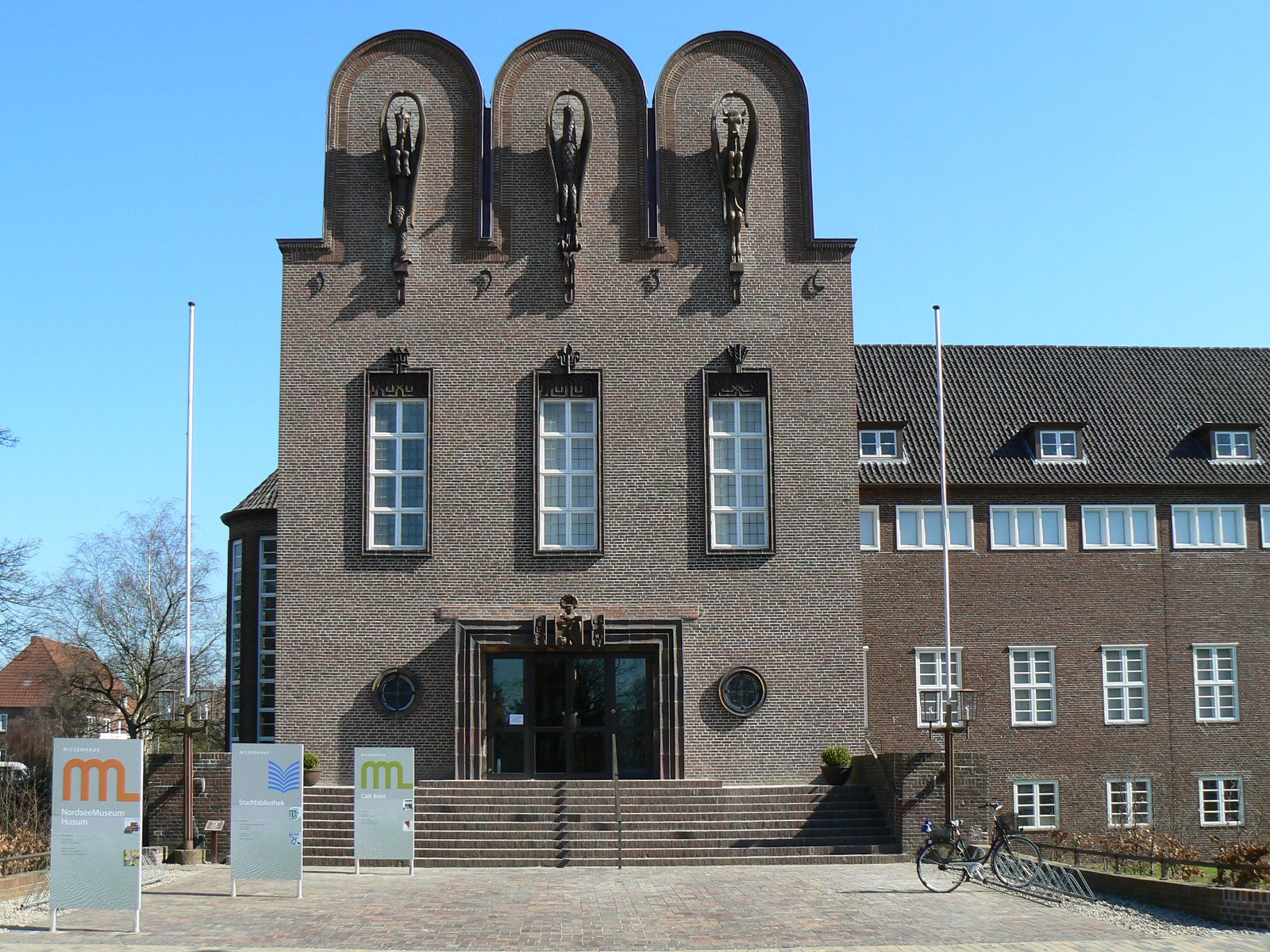
Fassadenfiguren am Nordfriesland Museum. Nissenhaus Husum (1936)

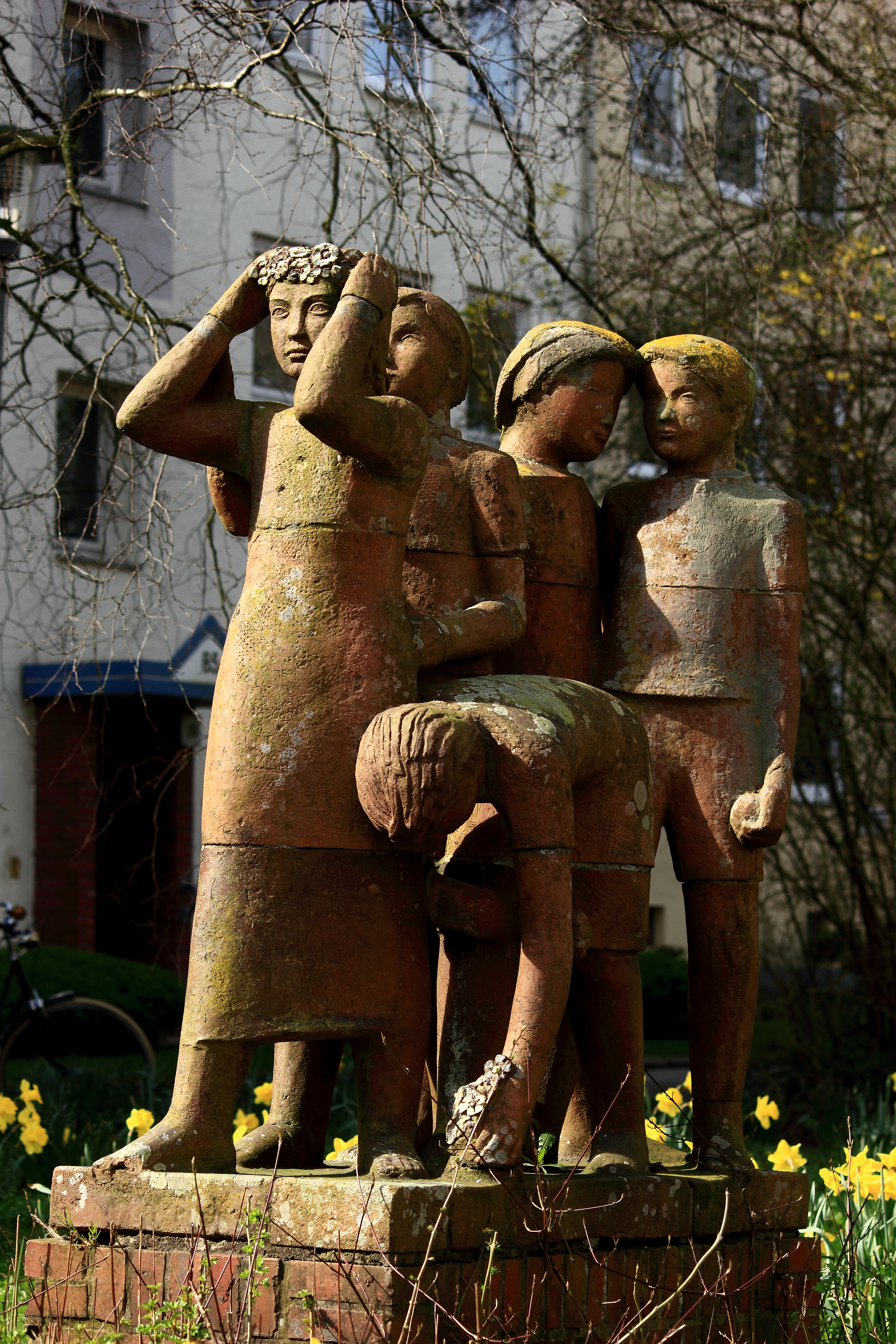
Keramikplastik Blumenpflücker in Kiel-Ravensberg (1955)

### 1937 als „entartet“ aus dem Museum für Museum für Kunst und Gewerbe Hamburg beschlagnahmte Werke
- Drei Plastiken Grotesker Kopf (1938 in Hamburg in der Ausstellung „Entartete Kunst“ vorgeführt. Verbleib ungeklärt.)
- Weibliche Gestalt (vernichtet)
- Kopf (vernichtet)
- Zwei Leuchter (vernichtet)

### Weitere Werke (Auswahl)
- 1928: Ausgestaltung der Eingangshalle im St. Vinzenz-Hospital, Köln-Nippes
- 1929–1930: Baukeramik an der ehemaligen Marinesiedlung in Kiel
- 1929: Fichtestraße 33 in Kiel, Tympanonfeld über dem Eingang
- Fichtestraße 31 und 33 in Kiel, acht keramische Wandreliefs aus Klinkerkeramik im Innenhof
- Kleiststraße 43–47 in Kiel, Zickzackband mit jeweils sieben unterschiedlichen Fischen im Innenhof
- Niebuhrstraße in Kiel, Hohlrelief über zwei Etagen mit jeweils fünf unterschiedlichen Fischen aus Klinkerkeramik
- 1930: Hardenbergstraße in Kiel, Acht Keramikmedaillons mit Darstellung der vier Jahreszeiten
- 1930: Neptun-Werbemal des Freilichttheaters in Lübeck
- 1930: Telegrafenzeugamt in Kiel, Adlerplastik, Schriftband (das Gebäude wurde im Zweiten Weltkrieg zerstört)
- 1931: Wipperbrücke über den Elbe-Trave-Kanal in Lübeck, Beleuchtungspfeiler aus Keramik-Relief, die Reliefs zeigten Darstellungen zur Geschichte des Kanals sowie maritime Symbole. (Die Brücke wurde im Zweiten Weltkrieg zerbombt)
- undatiert: Schwan aus Kupfer getrieben, als Türbekrönung eines Neubaus in der Innenstadt von Tondern, Storegade 6, heute noch erhalten.
- 1931: Adlerplastik an der Post in Eutin
- 1931: Seesoldaten-Ehrenmal am Hindenburgufer (Ecke Bellevue) in Kiel, erbaut von Hermann Suhr, Stele aus Ostseegranitquardern von Blaue gestaltet
- 1931: Adlerplastik an der Post in Niebüll, heute nicht mehr existent, um das Gebäude Keramik-Medaillons mit Symbolen der Post.
- 1933: Der Marientempel in Kiel wurde 1933 von Rudolf Schroeder als Weihestätte umgebaut, Blaue gestaltete die Gedenktafel mit den Namenszügen der Gefallenen (im Krieg zerstört)
- 1935: Fachklinik Aukrug, zwei Plastiken an der Fassade des Tuberkulose-Nachfürsorgeheims Heidhof, die einen Schäfer mit Lamm und einen Gärtner mit Arbeitsgerät sowie einen Bienenkorb zeigen.
- 1936: Uhrenturm, 1936 am Kieler Seegarten anlässlich der olympischen Segelwettbewerbe aufgestellt, 1965 am neu gebauten Schilkseer Hafen, seit 1972 am heutigen Platz am Hohen Ufer in Kiel-Schilksee
- 1936: Ludwig-Nissen-Haus, Keramiken an der Eingangsfassade
- 1955: Blumenpflücker (Keramik) in der Esmarchstraße, Kiel-Ravensberg

### Kirchenausstattung
- 1933: Ein neues Antemensale aus Holz für die Johanniskirche in Krummesse. Dargestellt sind die vier Evangelistensymbole.
- 1936: Bildhauerarbeiten in der Kirche in Brande-Hörnerkirchen
- 1941: Antemensale und Altarkreuz für die Kirche St.-Marien-Kirche in Boren.
- 1958: Engel für die Kirche in Dänischenhagen, bronze, Ehrenmal für die Opfer beider Weltkriege

### Kasernen
- 1935: Haupteingang und eine Fliesenwand im Offiziersheim des Marinefliegerhorstes in Kiel-Holtenau.

### Schulen
- 1930: Klosterhof-Schule in Lübeck, Portalfigur Doppeladler (nicht erhalten), Kindergruppe und Fußbodenmosaik
- 1950: Goethe-Schule in Kiel, Fohlengruppe
- 1954: Grund- und Gemeinschaftsschule Eckernförde, Standort Nord, ehem. Gudewerdtschule, Kinder im Boot (Wandbild)

### Innenraumgestaltung
- 1930: Telegrafenzeugamt in Kiel, Keramik-Mosaik-Fußboden (das Gebäude wurde im Zweiten Weltkrieg zerstört)
- 1957: Wandrelief Bürger bauen eine neue Stadt im Kieler Rathaus, erste Etage, Flur vor dem heutigen Einwohnermeldeamt; acht Sandsteinfelder: „Lebensangst“, „Bombenopfer“, „Trümmerräumung“, „Trümmerbegrünung“, „Schiffbau“, „Der schaffende Mensch“, „Kieler Woche“ und „Jugend“ (zusammen mit Fritz During).

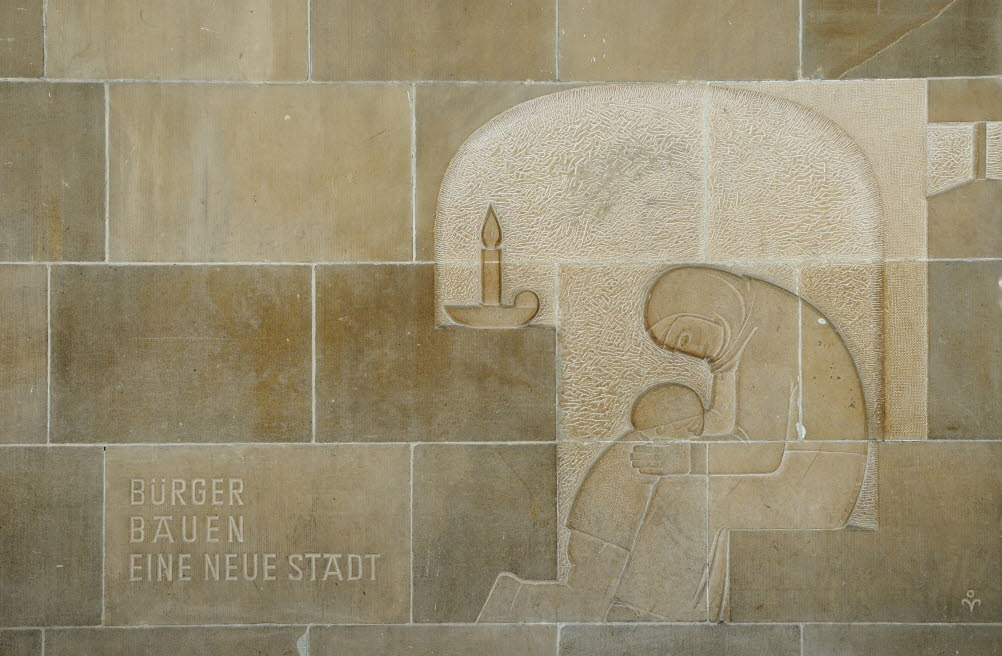
Erstes Bildfeld von Bürger bauen eine neue Stadt im Kieler Rathaus

### Hinweisschilder
In Kiel erstellte Blaue für viele private und öffentliche Bauherren Hinweisschilder, Firmenschilder, Hausnummern und Jahreszahlen, die heute zum Teil noch erhalten sind.

### Grabschmuck
Alwin Blaue führte zahlreiche Grabsteine und Grabmäler aus, über deren Verbleib nichts bekannt ist. Außerdem entwarf er einige Grabkreuze und Grabplastiken.